# Seebad Heringsdorf (stacja kolejowa)
Seebad Heringsdorf – stacja kolejowa w Seebad Heringsdorf w Meklemburgii-Pomorzu Przednim w Niemczech. Linia zarządzana jest przez Usedomer Bäderbahn.
Na stacji istnieje możliwość zakupu biletów i pamiątek.

## Połączenia
Na stacji zatrzymują się wszystkie pociągi. W sezonie pociągi UBB kursują co 30 minut.

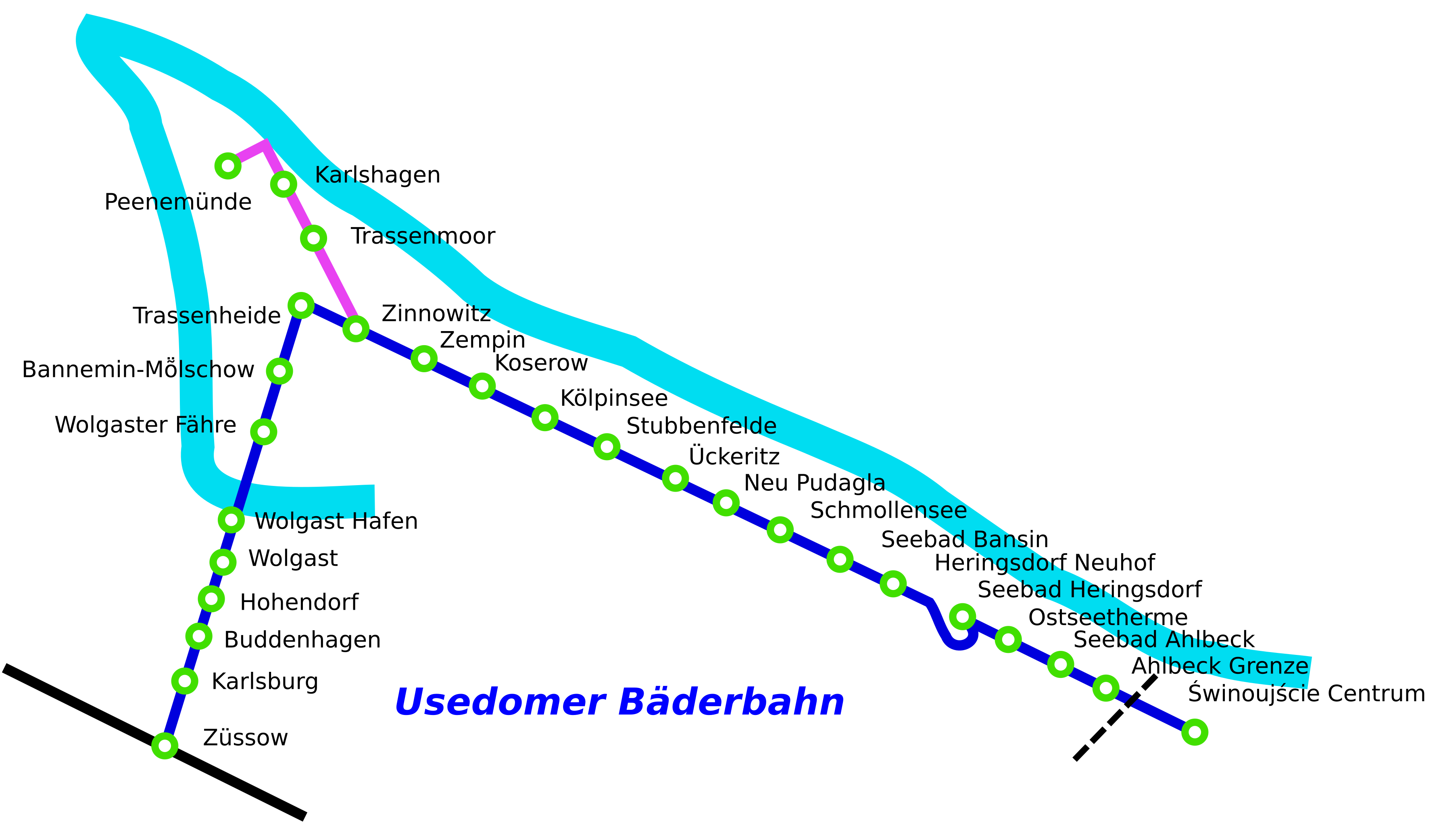
Kolej UBB na wyspie Uznam

| Linia | Przewoźnik     | Przebieg | Takt                  |
| ----- | -------------- | --- | --------------------- |
| IC 32 | DB Fernverkehr | Köln Hbf – Düsseldorf Hbf – Duisburg Hbf – Essen Hbf – Bochum Hbf – Dortmund Hbf – Bielefeld Hbf – Hannover Hbf – Wolfsburg Hbf – Berlin-Spandau – Berlin-Gesundbrunnen – Prenzlau – Züssow – Wolgast – Zinnowitz – Seebad Heringsdorf | raz dziennie (Sb, Nd) |
| D     | DB Fernverkehr | Berlin Zoo – Berlin Hauptbahnhof – Züssow – Wolgast – Zinnowitz – Seebad Heringsdorf – Seebad Ahlbeck – Świnoujście Centrum | raz dziennie          |
| UBB   | UBB            | Stralsund – Greifswald – Züssow – Wolgast – Zinnowitz – Seebad Heringsdorf – Świnoujście Centrum | 60 min                |